# Werschweiler (St. Wendel)
Werschweiler ist ein Stadtteil und Gemeindebezirk der Stadt St. Wendel im gleichnamigen Landkreis im Saarland. Bis Ende 1973 war Werschweiler eine eigenständige Gemeinde.
Der Ort liegt im Ostertal und ist durch seine landwirtschaftliche Tradition geprägt. Er weist viele alte Bauernhäuser auf.

## Geschichte
Werschweiler wurde unter dem Namen Werßweiler erstmals im Jahre 1108 urkundlich erwähnt, als der Mainzer Erzbischof Ruthard dem Chorherrenstift Disibodenberg mehrere Dörfer als Eigentum bestätigte. Bis ins 15. Jahrhundert gehörte der Ort territorial zur Grafschaft Veldenz kam im Jahre 1444 zum Herzogtum Pfalz-Zweibrücken und 1603 zur Grafschaft Nassau-Saarbrücken, bei der es bis zum Ende des 18. Jahrhunderts blieb.
Im Zuge der saarländischen Gebiets- und Verwaltungsreform wurde die bis dahin eigenständige Gemeinde Werschweiler am 1. Januar 1974 der Kreisstadt Sankt Wendel zugeordnet.

## Politik
Der Ortsrat des Gemeindebezirks Werschweiler hat neun Mitglieder, Ortsvorsteherin ist Karin Schönwald, SPD.
Die Sitzverteilung nach den letzten Wahlen:
| Wahl | CDU               | SPD               | Gesamt  |
| 2009 | per Mehrheitswahl | per Mehrheitswahl | 9 Sitze |
| 2004 | 4                 | 5                 | 9 Sitze |
| 1999 | 3                 | 6                 | 9 Sitze |
| 1994 | 3                 | 6                 | 9 Sitze |

## Sehenswürdigkeiten
- Die klassizistische evangelische Kirche in der Frohnhoferstraße wurde in den Jahren 1838 bis 1842 erbaut. Der Turm erhebt sich im Westen über dem klar gegliederten Rechtecksaal. Horizontale, rötliche Gesimse gliedern die weißen Seitenwände mit ihren Rundbogenfenstern. Im Glockenturm befinden sich zwei denkmalgeschützte Glocken. Die kleine Glocke im Schlagton fis2 (120 kg, Ø 58 cm) stammt aus dem Jahr 1415 des Gießers Otto von Speyer. Die große Glocke im Schlagton a1, von Franz Schilling aus Apolda gegossen, ist eine angekaufte Restglocke aus dem Jahr 1900, die 1921 von der evangelischen Kirche Werlau bei Sankt Goar übernommen wurde.
- Auf der Denkmalliste aufgeführt ist außerdem das Scholze-Haus in der Straße Zum Erwesrech, dessen Wohnteil aus dem 18. Jahrhundert stammt, wohingegen eine Inschrift auf dem Wirtschaftsteil die Jahreszahl 1842 enthält, sowie ein Brunnen aus dem 19. Jahrhundert in der Frohnhoferstraße.
- 1983 gestaltete der Künstler F. W. Leismann den Dorfbrunnen.
- Werschweiler trägt das Prädikat Naturparkdorf und liegt in der Nähe des Naturschutzgebietes Tiefenbachtal.
- Der Architekt Rudolf Maria Birtel arbeitete 1972 im Haus Otto Stoll in Werschweiler.

## Brauchtum
In Werschweiler werden die sehr alten Brauchtümer des Maisingens und des Pfingstquacks gepflegt. Beim Maisingen tragen die Konfirmandinnen (heute natürlich auch Kinder anderer Konfessionen bzw. Glaubensrichtungen im entsprechenden Alter) des langjährig protestantisch geprägten Dorfes am ersten Mai einen geschmückten Birkenbaum durch den Ort und singen gemeinsam mit den jüngeren Mädchen alte Volksweisen und Lieder. Es werden Eier, Butter und Speck, aber auch kleine Geldspenden von den Dorfbewohnern gesammelt (Heischebrauch). Den Abschluss des Maisingens bildet das „Eierbacken“. Die Eltern der Konfirmandinnen richten ein gemeinsames Essen für die Kinder aus, bei dem die gesammelten Eier mit Butter und Speck zubereitet werden. Mehrere Wochen vor dem ersten Mai üben die Maimädchen gemeinsam die alten Volkslieder ein.
Der Pfingstquack ist das Pendant der Buben an Pfingsten. Hier tragen oder fahren die Konfirmanden ein mit Buchenreisern ausgeflochtenes Holzgestell, welches am Pfingstsonntag mit Blumen besteckt wird. Anstatt zu singen, blasen die jüngeren Buben die „Taratsch“, eine aus Weidenrinde gewickelte Tröte. Auch hier werden Eier, Butter und Speck sowie kleine Geldspenden gesammelt. Den Abschluss bildet auch hier das „Eierbacken“. Auch beim Pfingstquack beginnen die Vorbereitungen einige Wochen vor Pfingsten. Die Buchenreiser wie auch die „Tatratsche“ müssen geschnitten, das Quackgestell geflochten und die benötigten Blumen im Dorf gesammelt werden.
Für die meisten Kinder im Dorf bilden diese Traditionen Höhepunkte im Jahr, auf die monatelang hingefiebert wird.

## Verkehr
Durch Werschweiler führt die L 131. Der frühere Bahnhof wird heute als Haltepunkt der Ostertalbahn genutzt; das Bahnhofsgebäude befindet sich heute als Wohnhaus in Privatbesitz. Von 2005 bis 2006 war die Bahnstrecke Ottweiler–Schwarzerden auch mit Draisinen zu befahren.

## Wirtschaft und Infrastruktur
Der Ort hat nach wie vor einen ländlichen Charakter. Neben Seniorenheimen ist in Werschweiler auch eine Jungenwohngruppe der Stiftung Hospital St. Wendel untergebracht.

## Persönlichkeiten
- Carl Schneider (1870–1943), baptistischer Theologe, wurde in Werschweiler geboren.
- Jerome Müller (* 1996), Handballspieler, wurde in Werschweiler geboren.